# 吉米山
吉米山（Mount Gimie）是加勒比海島國聖盧西亞的山峰，位於該國西部的昂斯拉雷區，海拔高度950米，是該國最高點。該山峰為火山成因，被茂盛的熱帶雨林覆蓋。